# Platerowanie

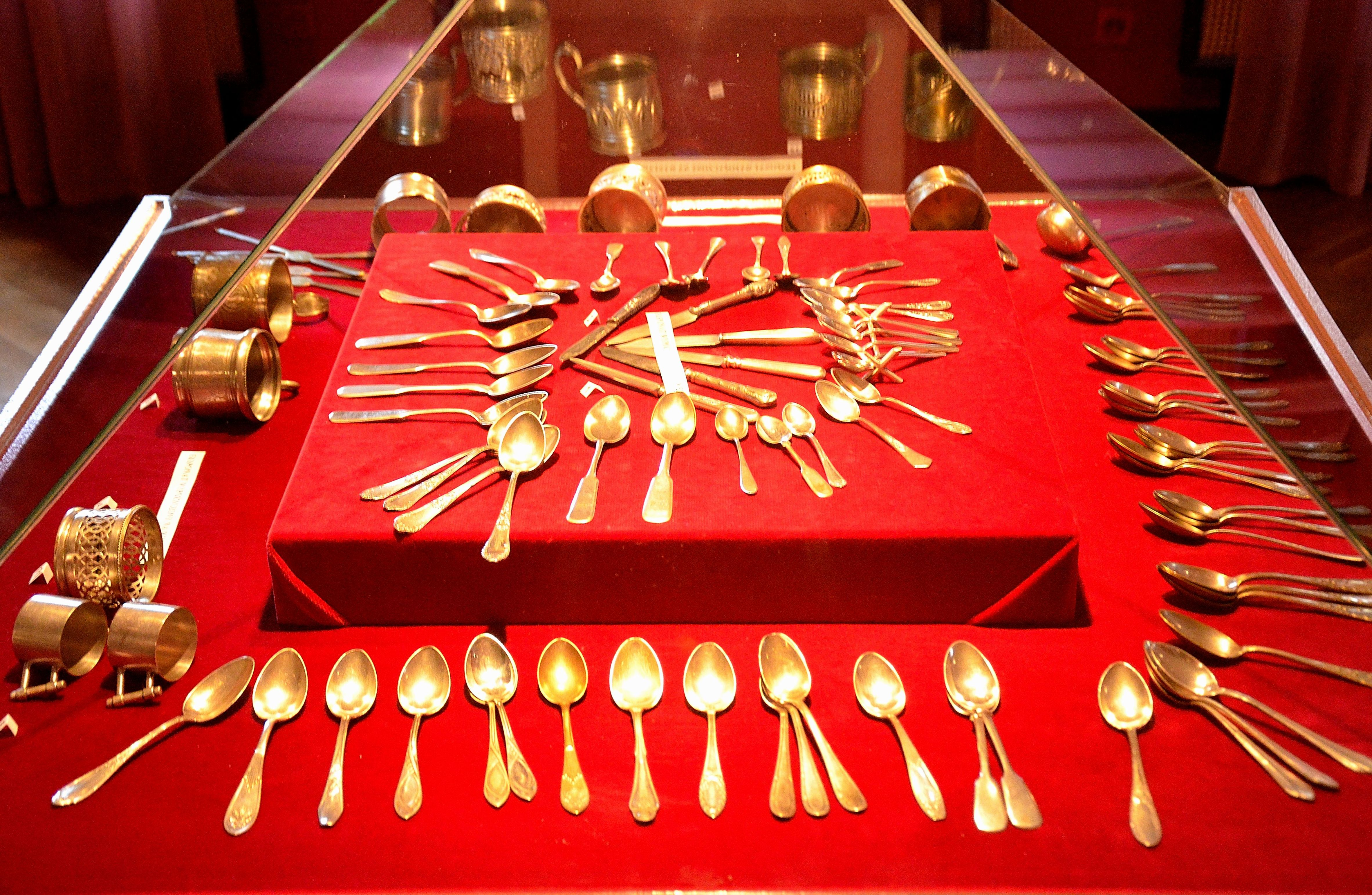
Platery w Muzeum Woli w Warszawie

Platerowanie – nakładanie na wyroby metalowe cienkich powłok z innych metali, np. z aluminium na podłożu miedzi, stali niestopowej, niklu i jego stopów. Wykonuje się również powłoki tytanowe na podłożu miedzi, stali niestopowych i nierdzewnych lub stali nierdzewnej na stali niestopowej. Wyroby platerowane są nazywane platerami.
Grubość powłok mieści się zwykle w zakresie 1,5–15% grubości podłoża, ale czasami stanowi do 50%.
Powłoki są nakładane najczęściej metodą walcowania na gorąco. Do tej techniki odnosi się tradycyjne znaczenie pojęcia „platerowanie”.
Stosowane są też inne techniki platerowania, np. walcowanie na zimno, przeciąganie, odlewanie, metoda wybuchowa, proszkowa, zanurzeniowa, galwaniczna (galwanostegia) lub natrysk termiczny.
Platerowanie jest znane od setek lat i w dalszym ciągu szeroko stosowane. Wykorzystuje się je do dekorowania przedmiotów, zapobiegania korozji, zwiększenia lutowności, utwardzenia powierzchni, poprawienia komfortu noszenia, zmniejszenia tarcia, poprawę przylegania farby, zmianę przewodności, ekranowania i w innych celach. Złotnictwo stosuje platerowanie do uzyskania srebrnego lub złotego wykończenia. Dzięki technice cienkowarstwowej uzyskuje się platery z powłoką grubości atomu, więc platerowanie znajduje także zastosowanie w nanotechnologii.

## Klasyfikacja metod platerowania
Wyodrębnia się dwie zasadnicze grupy technik:
- platerowanie na zimno, np. walcowanie, tłoczenie lub przeciąganie na zimno, platerowanie wybuchem
- platerowanie na gorąco, np. walcowanie lub przeciąganie na gorąco, napawanie lub przytapianie, odlewanie odśrodkowe, spiekanie

W każdym przypadku ulega zmianie struktura powierzchniowej warstwy metalu. W czasie platerowania na gorąco może zachodzić rekrystalizacja faz i rozrost ziaren. W przypadku platerowania na zimno pojawiają się liczne defekty sieci krystalicznej spowodowane zgniotem.

## Platerowanie metodą walcowania

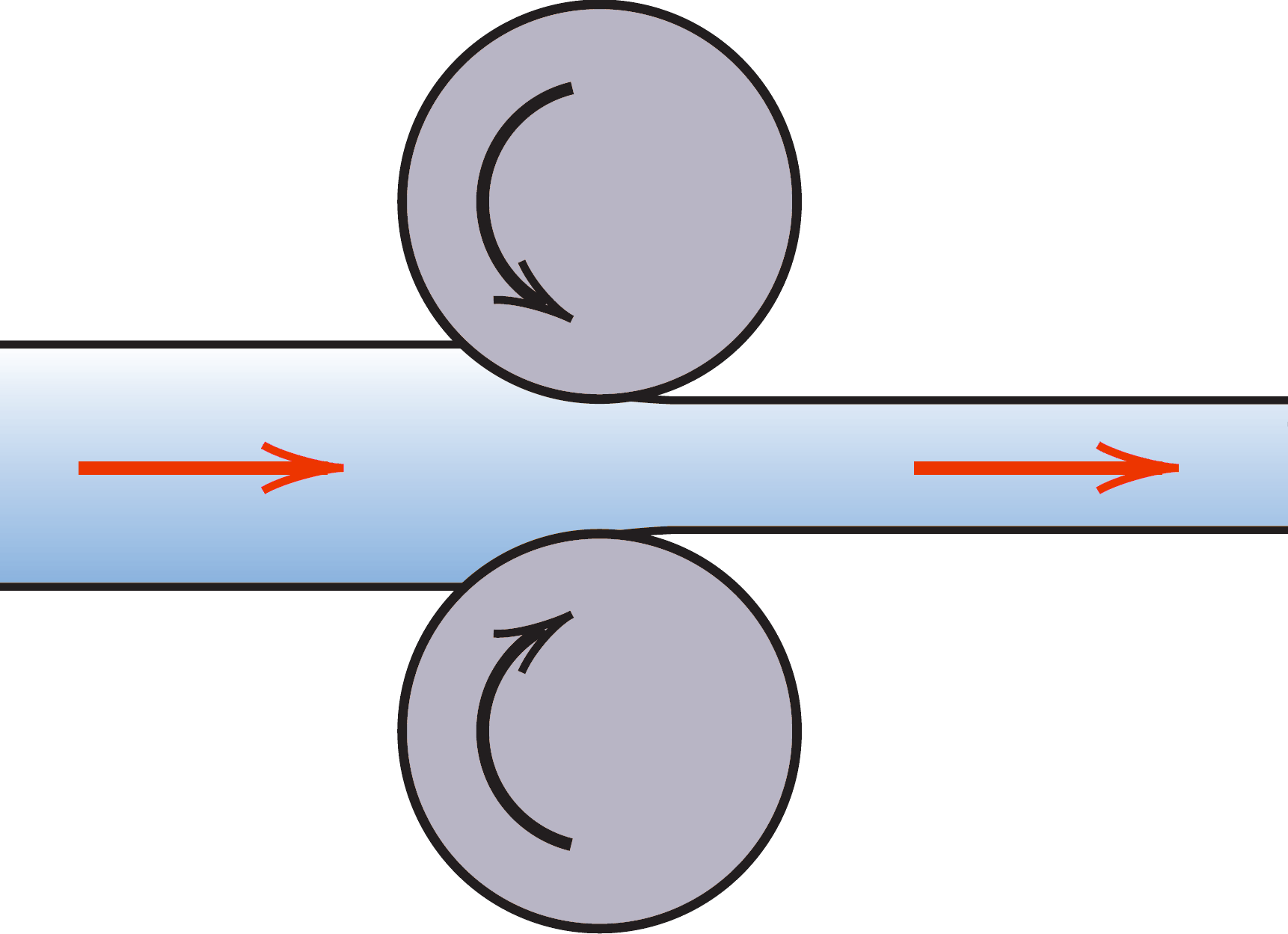
Zasada walcowania

Pakiet do platerowania metodą walcowania na gorąco
1 – platerowana blacha 2 – przekładki, 3 – wkładki platerowe, 4 – masa izolacyjna

Walcowanie na gorąco jest często stosowane do platerowania blach z niskowęglowej stali konstrukcyjnej lub stali niskostopowej stalą nierdzewną lub metalami nieżelaznymi. Udział warstwy platerującej mieści się zwykle w zakresie 5–50% (zwykle 10–25%). Po dokładnym oczyszczeniu metalu z zanieczyszczeń i nalotów tlenkowych przygotowuje się pakiety do pokrywania jednostronnego lub dwustronnego, w których warstwy zasadnicze bywają rozdzielane przekładkami z innych metali. Zapobiega to tworzeniu się w strefie spojenia kruchych faz międzymetalicznych lub niskotopliwych eutektyków. Pakiety zamyka się, np. w przyspawanych ramach lub przez owijanie cienką blachą z miękkiej stali węglowej, alby zapobiec tworzeniu się nowych nalotów tlenkowych. Po walcowaniu jest przeprowadzane wyżarzanie rekrystalizujące.
W czasie walcowania na zimno nie występują problemy, związane z szybkim tworzeniem nalotów tlenkowych, jednak metoda może być stosowana tylko w przypadku materiałów o wystarczającej plastyczności na zimno. Metoda jest stosowana np. do wyrobu cienkich taśm stalowych platerowanych miedzią lub jednofazowymi stopami miedzi lub aluminium. Walcowanie prowadzi się wielostopniowo. Między kolejnymi stopniami przeprowadza się wyżarzanie rekrystalizujące, w celu usunięcia umocnienia w wyniku zgniotu i przywrócenia niezbędnej plastyczności.

## Zgrzewanie wybuchem
Płyty metali łączonych wybuchem umieszcza się względem siebie równolegle lub skośnie. Na górnej płycie (platerującej) umieszcza się podkładkę ochronną i warstwę materiału wybuchowego. Zapalnik znajduje się na brzegu płyty. Przemieszczający się wzdłuż płyt front detonacji dociska obie powierzchnie, z czym wiąże się ich samooczyszczanie się z nalotów, oraz znaczny wzrost temperatury i ciśnienia (rząd 104 MPa). W powstającej spoinie obserwuje się często tzw. fale międzypowierzchniowe – ślady szybkiego (kilka mikrosekund) powierzchniowego stopienia obu powierzchni z ich wzajemnym przesunięciem.
Stale niestopowe platerowane stalą nierdzewną poddaje się dalszej obróbce w celu zwiększenia wydłużenia i udarności, np. normalizowaniu (zobacz – obróbka cieplna stopów żelaza) lub walcowaniu.
Platerowanie wybuchem umożliwia łączenie stali niestopowej z aluminium, ze względu na uniknięcie powstawania w strefie spoiny ciągłych warstw faz międzymetalicznych. W warunkach wybuchu fazy te mają formę wtrąceń lub nieciągłych, bardzo cienkich warstw. Większą wytrzymałość spoiny uzyskuje się stosując między oboma metalami przekładkę z czystej miedzi.

## Lutowanie próżniowe
Platerowanie próżniowe polega na stosowaniu spoiwa w formie cienkiej folii (np. czysta miedź, brąz, mosiądz, srebro). W przypadku pokrywania stali niestopowej stalą nierdzewną stosuje się folie ze stopów srebra. Folia jest wprowadzana między łączone powierzchnie. Całość umieszcza się piecu próżniowym. Po stopieniu spoiwa ciśnienie wyrównuje się z atmosferycznym, co powoduje dociśnięcie płyt. Powstaje mocna spoina, zbudowana z faz międzymetalicznych.

## Metody odlewnicze

Termobimetale, złożone z dwóch lub więcej warstw o różnej rozszerzalności cieplnej, otrzymuje się metodami odlewniczymi

Jeżeli warstwa platerująca przekracza 10% całkowitej grubości wyrobu platery nazywa się „bimetalami”. Przykładem są stosowane w elektrotechnice termobimetale, zbudowane z dwóch lub więcej trwale połączonych warstw o różnej rozszerzalności cieplnej. Są otrzymywane metodami odlewniczymi.
Do metod odlewniczych zalicza się metody polegające na:
- otrzymywaniu wlewków bimetalicznych
- wylewaniu ciekłego stopu na taśmę podłoża (np. odlewanie brązów na taśmy stalowe)
- zanurzaniu platerowanych wyrobów w ciekłym metalu lub stopie platerującym

Kolejnym etapem produkcji jest walcowanie na zimno lub na gorąco.

## Metalurgia proszków

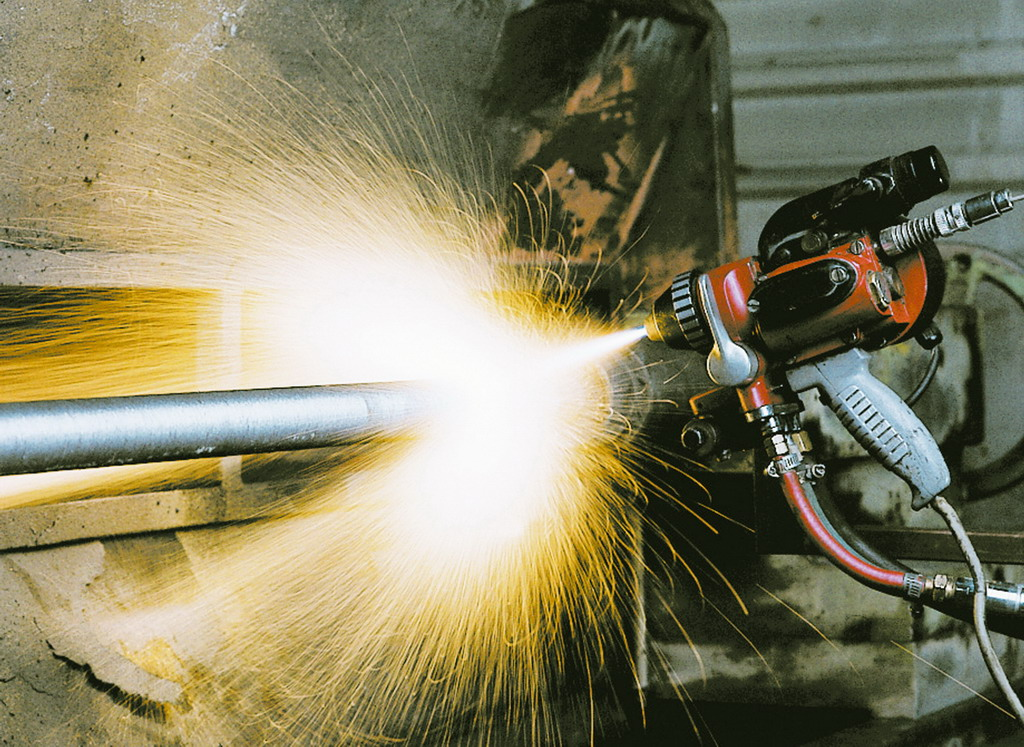
Platerowanie metodą natryskiwania proszków
Drobne kropelki roztopionego proszku uderzają w powierzchnię metalu i tworzą powłokę

Poza odlewaniem brązów na taśmy stalowe stosuje się nasypywanie na taśmę proszków z odpowiedniego stopu. Taśma z warstwą proszku przesuwa się przez piec przelotowy, a następnie schładzana i walcowana. Warstwa brązu jest bardziej porowata od uzyskiwanej metodą odlewania.
Proszki metali powłokowych są stosowane w mniejszej skali do pokrywania wyrobów gotowych metodą natryskową, np. z użyciem ręcznych pistoletów płomieniowych. W płomieniu ziarna proszku topią się. Uderzając w pokrywaną powierzchnię metalu tworzą porowatą powłokę.